# Ed Roberts
Ed Roberts (né Henry Edward Roberts le 13 septembre 1941, mort le 1er avril 2010) est un ingénieur, un homme d'affaires et un médecin américain qui a mis au point, en 1975, un ordinateur personnel qui fut le premier succès commercial dans ce domaine : l'Altair 8800.
Il a fondé Micro Instrumentation and Telemetry Systems (MITS) en 1970 pour vendre des kits de pièces pouvant intéresser les amateurs de petites fusées. Le premier succès commercial de MITS fut un kit de calculatrice, laquelle fut mise en vedette sur la page de couverture de Popular Electronics (en) en novembre 1971. La société en vendit pour un montant d'un million USD en 1973, un succès notable pour une industrie naissante. Une guerre commerciale féroce rendit la société presque insolvable en 1974. 

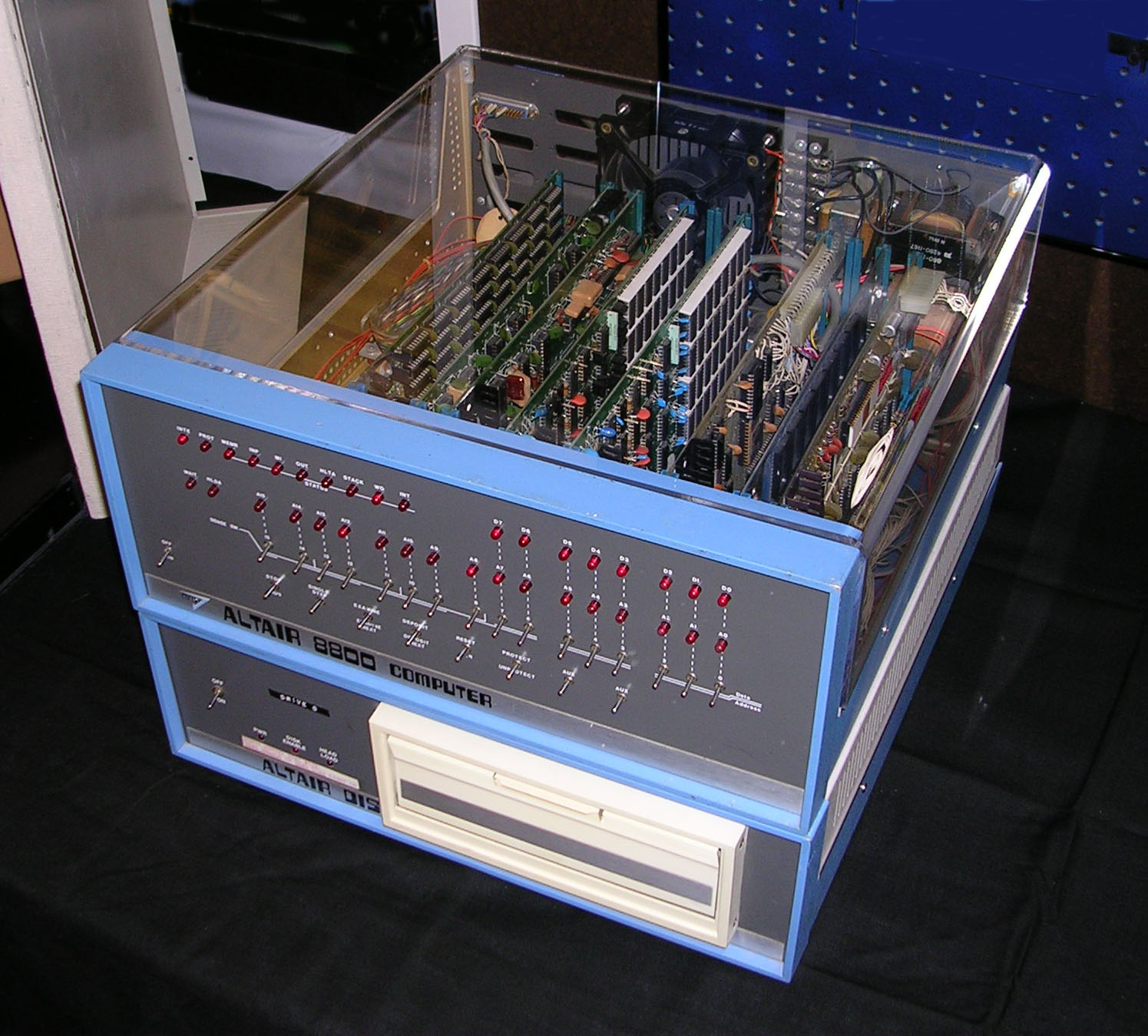
Un Altair 8800.

Roberts mit alors au point l'Altair 8800, un ordinateur personnel qui avait recours au nouveau microprocesseur Intel 8080. Cet ordinateur fut mis en vedette sur la page de couverture de Popular Electronics en janvier 1975 : des amateurs submergèrent MITS de commandes pour ce kit d'ordinateur à 397 USD. Bill Gates et Paul Allen se joignirent à MITS pour développer des logiciels : l' Altair BASIC fut le premier produit de Microsoft. Roberts vendit MITS en 1977 puis se retira en Géorgie (États-Unis), où il étudia la médecine et devint médecin dans une petite ville de cet État.
Ed Roberts est mort le jeudi 1er avril 2010 dans l'après-midi des suites d'une pneumonie, à l'âge de 68 ans.
Bill Gates et Paul Allen ont rendu hommage à leur « mentor » : « Ed était un vrai pionnier de la révolution du PC et il n'a pas toujours eu la reconnaissance qu'il méritait. » Roberts « nous a donné notre chance [pour développer l'Altair BASIC] avant que nous soyons connus. »